# Lae Pamualan
Lae Pamualan is een bestuurslaag in het regentschap Subulussalam van de provincie Atjeh, Indonesië. Lae Pamualan telt 448 inwoners (volkstelling 2010).